# Steve Blum
Steven Jay Blum, detto Steve (Santa Monica, 29 aprile 1960), è un doppiatore statunitense.

## Biografia
Attivo nel doppiaggio di cartoni animati e di videogiochi, assume in diversi lavori altri nomi, ovvero David Lucas, Richard Cardona, Roger Canfield, Tom Baron e Daniel Andrews.
Ha debuttato come doppiatore nel 1981 nell'anime Kidô senshi Gandamu, dove è accreditato come David Lucas. In Cowboy Bebop (1998-1999) ha doppiato il protagonista Spike Spiegel. Nell'anime The Big O (1999-2001) ha doppiato il personaggio di Robert Smith; mentre ne Le nuove avventure di Scooby-Doo (2002-2006) è la voce di Melbourne O'Riley. Ha doppiato il superuomo Wolverine in  Wolverine and the X-Men, serie animata nel 2008-2009. La sua voce è al lavoro anche in Ben 10 (2005-2007), The Spectacular Spider-Man (2008-2009), La leggenda di Korra (2012-2014) e Transformers: Prime (2010-2014).
Nell'ambito del cinema ha lavorato in Digimon - Il film (2001), Cowboy Bebop - Il film (2001), Lilo & Stitch (2002), Ultimate Avengers (2006), Resident Evil: Degeneration (2008), Lanterna Verde - I Cavalieri di Smeraldo (2011), Justice League: War (2014) e molti altri film.
Nel 2012 riceve il premio del Guinness World Record per i suoi lavori nel campo dei videogiochi.
Dal 2017 è sposato con la collega Mary Elizabeth McGlynn.

## Doppiatori italiani
Nelle versioni in italiano delle opere in cui ha recitato, James Purefoy è stato doppiato da:
- Stefano De Sando ne I cattivi di Valley View

Da doppiatore è sostituito da:
- Mario Zucca in The Amazing Spider-Man 2, Injustice 2 (Sub-Zero), Starcraft II: Wings of Liberty, Mortal Kombat 11 (Reptile, Sub-Zero), Metro: Exodus
- Stefano Albertini in Batman: Arkham Asylum, Batman: Arkham City, Batman: Arkham Knight
- Marco Balzarotti in The Punisher - Il Punitore (Matt Murdock), Mass Effect 2 (Urdnot Grunt), Mass Effect 3
- Renzo Ferrini in Batman: Arkham Origins, Mortal Kombat 11 (Baraka), Mortal Kombat 1 (Baraka)
- Alessandro Zurla in Call Of Duty: World at War, Call of Duty: Black Ops III (Tank Dempsey)
- Silvio Pandolfi in Tom Clancy’s Ghost Recon: Future Soldier, Metro 2033 (Hunter)
- Renzo Stacchi in Pirati dei Caraibi - La leggenda di Jack Sparrow
- Graziano Galoforo in W.I.T.C.H.
- Oliviero Corbetta in S.T.A.L.K.E.R. - Shadow of Chernobyl
- Leonardo Gajo in Spider-Man 3
- Daniele Barcaroli in Ben 10 (Heatblast)
- Domenico Strati in Ben 10 (Vilgax)
- Germano Basile in Ben 10 (Ghostfreak)
- Dario Oppido in Bulletstorm [2]
- Luca Bottale in Mass Effect 2 (Wilson)
- Alberto Olivero in Singularity
- Roberto Accornero in Starhawk
- Gianluca Iacono in Transformers: Prime
- Riccardo Lombardo in Injustice 2 (Lanterna Verde / Hal Jordan)
- Carlo Scipioni in Star Wars Rebels (Alton Kastle)
- Paolo Marchese in Star Wars Rebels (Zeb Orrelios)
- Gerolamo Alchieri in Kung Fu Panda - Le zampe del destino
- Gabriele Calindri in Diablo IV
- Giorgio Perno in Mortal Kombat 1 (Markon)